# Emil Krebs
Emil Krebs (Freiburg, 15 novembre 1867 – Berlino, 31 marzo 1930) è stato un linguista e sinologo tedesco.
Poliglotta, imparò a parlare e a scrivere in 68 lingue, studiandone altre 120.

## Biografia

### Anni giovanili
Emil Krebs nasce a Freiburg in Slesia, Germania (oggi Świebodzice, Polonia) il 15 novembre 1867, figlio di un falegname di nome Gottlob Krebs e di sua moglie Pauline Scholz. Nel 1870 si trasferisce con i suoi genitori a Esdorf dove frequenta la scuola elementare. Dal 1878 al 1880 frequenta la Freiburger Realschule (scuola secondaria) e dal 1880 al 1887 studia al gymnasium della città di Schweidnitz. Il suo curriculum comprende il latino, il francese, l'ebraico e il greco classico, oltre al greco moderno, all'inglese, all'italiano e, successivamente, allo spagnolo, al russo, al polacco, all'arabo e al turco. Lascia il ginnasio di Schweidnitz il 17 marzo 1887 dopo aver ottenuto la maturità. Quando, successivamente, si iscrive al corso di teologia dell'Università di Breslavia per il semestre estivo, è già in grado di parlare ben dodici lingue.
Il semestre successivo Krebs studia diritto all'Università di Berlino. Il 24 luglio 1890 supera l'esame di interprete in cinese al seminario per le lingue orientali dell'Università di Berlino con buoni voti. Nel giro di due anni Emil Krebs impara talmente bene il cinese da raggiungere il livello di un madre-lingua di buona cultura.
Nonostante la sua passione per l'apprendimento delle lingue straniere, non trascura i suoi studi giuridici e supera il primo esame di stato il 12 giugno 1891 sempre con buoni voti. Successivamente entra nel servizio di addestramento legale come avvocato junior nella corte distrettuale reale prussiana di Gottesberg. Nella Pasqua del 1892 assume l'incarico di avvocato junior presso la Corte d'Appello di Berlino. Poco dopo inizia a studiare turco al Seminario per le lingue orientali dell'Università di Berlino. Il 30 settembre 1893, Krebs viene inviato a Pechino come aspirante interprete.